# Телланкур
Телланку́р (фр. Tellancourt) — коммуна во французском департаменте Мёрт и Мозель региона Лотарингия. Относится к кантону Лонгийон.	

## География
Телланкур расположен в 60 км к северо-западу от Меца и в 100 км к северо-западу от Нанси. Соседние коммуны: Сен-Панкре и Виль-Удлемон на севере, Горси на северо-востоке, Виллер-ла-Шевр и Кон-э-Ромен на востоке, Монтиньи-сюр-Шье на юго-востоке, Френуа-ла-Монтань на юге, Аллондрель-ла-Мальмезон на западе.

## История
- Коммуна входила в историческую провинцию Барруа.

## Демография
Население коммуны на 2010 год составляло 571 человек.
| 1962 | 1968 | 1975 | 1982 | 1990 | 1999 | 2010 |
| ---- | ---- | ---- | ---- | ---- | ---- | ---- |
| 447  | 522  | 571  | 533  | 480  | 523  | 571  |

## Достопримечательности

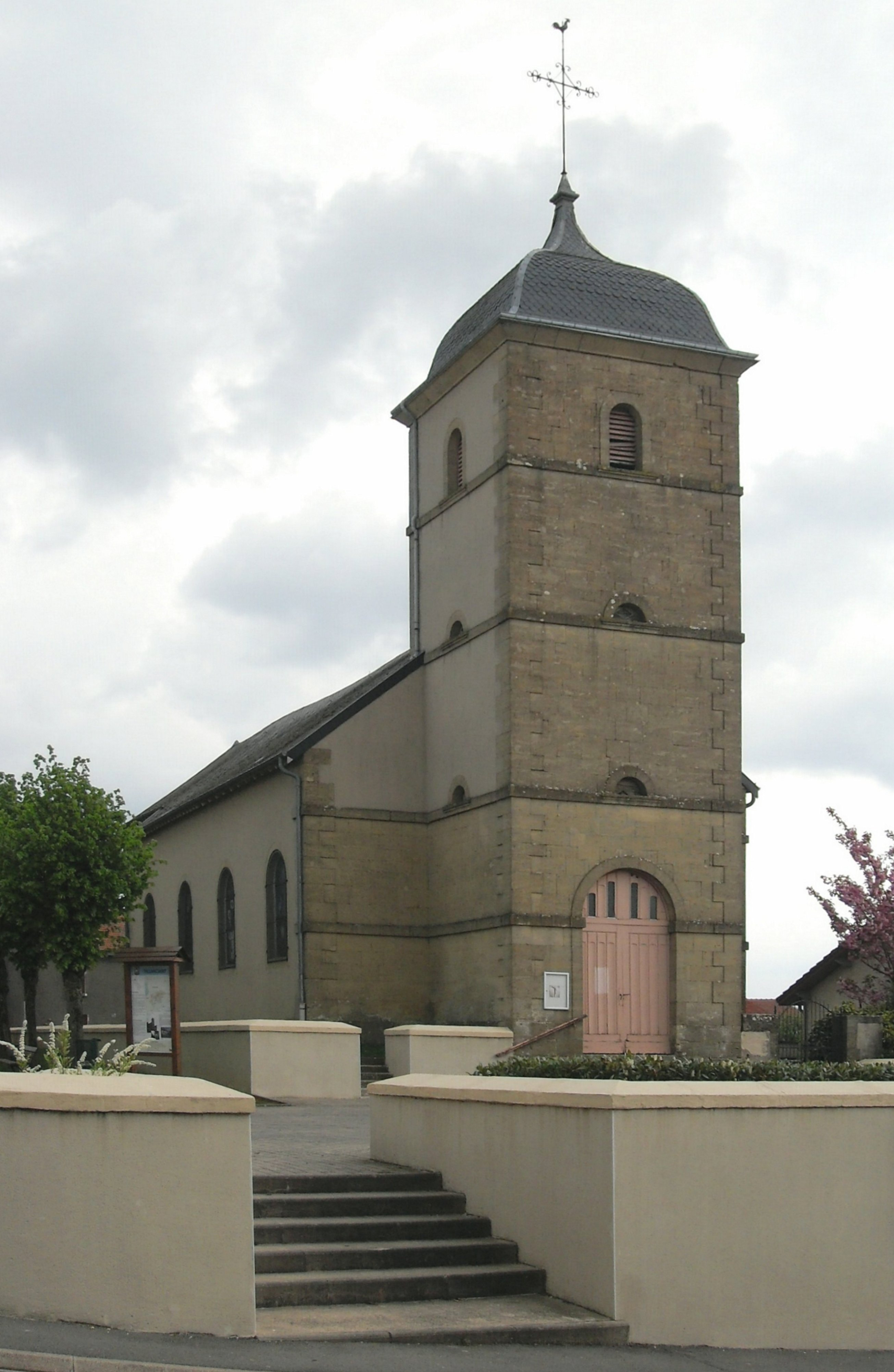
Церковь Ассомпсьон-де-ла-Вьерж в Теллакуре.

- Церковь Ассомпсьон-де-ла-Вьерж, построена в XVIII веке, расширена в 1843 году, была повреждена во время Первой мировой войны 1914—1918 годов, восстановлена в 1928 году.
- Часовня Нотр-Дам-де-Валькур, построена в 1839 году.